# 矮龙血树
矮龙血树（学名：Dracaena terniflora）是百合科龙血树属的植物。分布在孟加拉、马来西亚、印度以及中国大陆的云南等地，生长于海拔1,050米的地区，一般生于密林下，目前尚未由人工引种栽培。